# Mark Kiely
Mark Armstrong Kiely, lepiej znany jako Mark Kiely – amerykański aktor telewizyjny i filmowy, który zdobył popularność jako Gil Meyers, nauczyciel języka angielskiego w West Beverly High, w trzecim sezonie serialu Beverly Hills, 90210 (od 9 września 1992 do 17 maja 1995) oraz jako Edward Vossler, fałszywy agent tajnych służb, w filmie telewizyjnym 24: Redemption (2008) i siódmym sezonie serialu 24 godziny (24, 2009).

## Filmografia

### Seriale TV
- 1991: Prawo i bezprawie (Law & Order: Trial by Jury) jako Ted Campion
- 1992-95: Beverly Hills, 90210 jako Gil Meyers
- 1993: Kroniki młodego Indiany Jonesa (The Young Indiana Jones Chronicles) jako Ben Hecht
- 1995: Star Trek: Voyager jako Lejtnant Lasca
- 1996: Nowojorscy gliniarze (NYPD Blue) jako Oficer Litvan
- 1996: JAG – Wojskowe Biuro Śledcze (JAG) jako Lejtnant Lamm
- 1996: Nowe przygody Supermana (Lois & Clark: New Adventures of Superman) jako Ching
- 1997: Diagnoza morderstwo (Diagnosis Murder) jako dr Eric Spindler
- 1997: Sliders jako dr Stephen Jensen
- 1997: Nowojorscy gliniarze (NYPD Blue) jako Oficer Litvan
- 1997-98: Brooklyn South jako Oficer Kevin Patrick
- 1998: Mściciel (Vengeance Unlimited) jako Oficer Jeff Mason
- 1998: Szpital Dobrej Nadziei (Chicago Hope) jako Ron Frankel
- 1998: Dotyk anioła (Touched by an Angel) jako Michael Williams
- 1998: Bogowie i potwory (Gods and Monsters) jako Dwight
- 1999: The Strip jako Jordan King
- 2000: City of Angels jako Elliot
- 2000: Strażnik Teksasu (Walker, Texas Ranger) jako Dwight Burner
- 2001: Ścigany (The Fugitive) jako Eddie Miles
- 2002: Jordan w akcji (Crossing Jordan) jako Ryan Wheeler
- 2002: The Shield: Świat glin (The Shield) jako Pete Shockley
- 2003: American Dreams jako Pułkownik Shaw
- 2003: Obrońca (The Guardian) jako Clay Simms
- 2003: JAG – Wojskowe Biuro Śledcze (JAG) jako Lejtnant Steven O’Dell
- 2004: Babski oddział (The Division)
- 2004: CSI: Kryminalne zagadki Las Vegas (C.S.I.: Crime Scene Investigation) jako Roger Coombs
- 2004: Bez śladu (Without a Trace) jako kapitan Benjamin Myers
- 2006: CSI: Kryminalne zagadki Miami (CSI: Miami) jako Steve Dunlar
- 2007: CSI: Kryminalne zagadki Nowego Jorku (CSI: NY) jako Jesse Colson
- 2009: 24 godziny (serial telewizyjny) (24) jako Edward Vossler
- 2011: Aniołki Charliego (Charlie’s Angels) jako Michael Hanson

### Filmy fabularne
- 1994: Karzeł 2 (Leprechaun 2) jako Agent Talent
- 1994: Tears and Laughter: The Joan and Melissa Rivers Story (TV) jako Porter
- 1995: Gorąca agentka (Undercover Heat) jako Jefferson
- 1996: Gra z fortuną (Full Circle, TV) jako Yael McBee
- 1996: Spotkanie z nieznajomą (Once You Meet a Stranger, TV) jako barman
- 1997: Lekcja przetrwania (The Edge) jako Mechanik
- 1997: Złowieszcze sny (A Nightmare Come True, TV) jako Detektyw Peter Henrickson
- 1999: Swallows jako Eddie
- 1999: Pierwotna siła (Primal Force, TV) jako Scott Davis
- 2000: Daybreak jako Griffin
- 2001: James Dean: Buntownik? (James Dean, TV) jako Żołnierz w 'Silver Chalice'
- 2001: Falcon Down jako Roger the Rat
- 2003: Deszcz (Rain) jako Lejtnant Crawford
- 2003: Bruce Wszechmogący (Bruce Almighty) jako Fred Donohue
- 2005: Johnny Virus jako Johnny Virus
- 2008: 24 godziny (24, TV) jako Edward Vossler
- 2012: Cheesecake Casserole jako Eric 'D'
- 2014: Sędzia (The Judge) jako Mark Blackwell